# Jiří Sedlák
Jiří Sedlák (* 19. Januar 2000 in Brünn) ist ein tschechischer Beachvolleyballspieler.

## Karriere

### Karriere Jugend und Junioren
Mit Matyáš Džavoronok startete der in der zweitgrößten Stadt Tschechiens geborene Sportler 2016 bei den Kontinentalmeisterschaften der unter Achtzehnjährigen und erreicht mit ihm das Achtelfinale. Ein Jahr danach wurde Patrik Maňas sein ständiger Partner und erreichte mit ihm das gleiche Resultat. Bei den Olympischen Jugendspielen 2018 kamen die beiden nach nur einem Satzgewinn in der Gruppenphase nicht über die Vorrunde hinaus. 2019 scheiterten sie in der ersten Hauptrunde der U20–EM, während beim älteren Jahrgang das Vordringen zu  den besten sechzehn Duos gelang. Diese Platzierung konnten sie zwei Spielzeiten später bestätigen.

### Karriere Erwachsene
Ein erstes nennenswertes internationales Ergebnis erkämpften die beiden als Viertelfinalisten beim Ein-Stern-Turnier in Tel Aviv 2019. 2021 gelangen Sedlák mit Džavoronok in Cervia und Nijmegen bei gleichwertigen Veranstaltungen die gleichen Ergebnisse. Ab 2022 bildeten Jiří Sedlák und Jan Dumek ein Beachpaar. Sie erreichten als beste Platzierungen bei den Futures in Suhar im gleichen Jahr und in der Geburtsstadt des Jüngeren der beiden eine Saison später die Vorschlussrunde.
Anschließend wechselte Sedlák zu Jakub Šépka und konnte mit ihm beim heimischen Elite16 in Ostrava 2024 zwei der drei Poolspiele gewinnen. Auf der Habenseite dieser Spielzeit stand weiterhin ihr erster Sieg bei einem FIVB-Event. Im Futures von Leuven konnten sie im Endspiel den späteren Europameister Kristiāns Fokerots und dessen damaligen Partner in zwei Sätzen bezwingen. Der bis dahin größte Erfolg ihrer Karriere gelang den Tschechen jedoch bei den kontinentalen Titelkämpfen des gleichen Jahres. Nach drei ungefährdeten Erfolgen in der Gruppenphase überstanden sie auch das Achtelfinale ohne Satzverlust und mussten sich erst nach der Niederlage gegen die Niederländer Immers / van de Velde mit dem geteilten fünften Rang zufriedengeben.